# سانچوی سوم

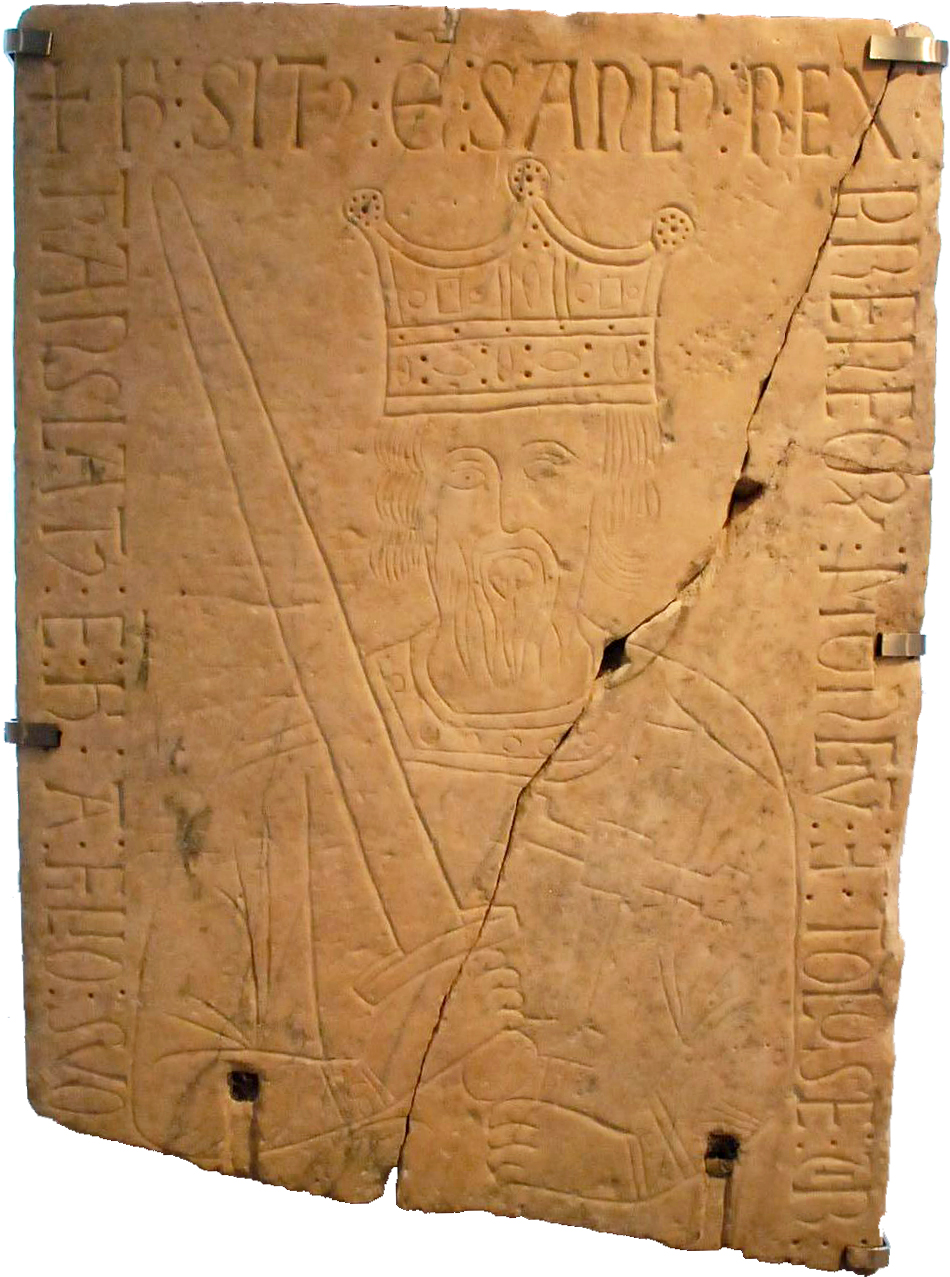
حکاکی تصویر سانچو سوم روی سنگ

سانچو سوم گارسز (۹۹۲ میلادی – ۱۸ اکتبر ۱۰۳۵) ملقب به کبیر (اسپانیایی:el Mayor؛ باسکی:Nagusia) او در ۱۰۰۴ میلادی با عنوان شاه پادشاهی ناوار بر تخت نشست و طی سالها لشکرکشی و فتوحات متعدد، قلمرو و قدرت خود را افزایش داد و به عنوان رهبر مسیحیت اسپانیا در برابر موروها، در ۱۰۳۵ میلادی درگذشت. وی پیش از مرگ خویش، قلمرو پادشاهی وسیع خود را میان پسرانش تقسیم نمود. پادشاهی ناوار شش قرن پس از مرگ او نیز پابرجا ماند ولی دیگر هیچ گاه همانند دوره سانچو سوم به این اندازه از قدرت و شکوه نرسید.